# Matilde Schrøder
Matilde Schrøder er en dansk elitesvømmer inden for brystsvømning og svømmer for Berns Swim Team/Nationalt Træningscenter (NTC). Hun har tidligere svømmet for H2Odense.
I 2016 gjorde Matilde Schrøder entré på den internationale svømmescene, da kollega Rikke Møller Pedersen måtte melde afbud til kortbane-VM i Windsor. Matilde Schrøder blev med kort varsel indkaldt som reserve, og det endte med en bronzemedalje til holdet (medleyholdkap).
I 2017 deltog Matilde Schrøder i kortbane-EM i Royal Arena i København, hvor hun opnåede placeringerne 23 i 50 meter brystsvømning og 21 i 100 meter brystsvømning. Bedre gik det ved langbane-EM i Glasgow i 2018, hvor hun opnåede en plads i semifinalen.
Matilde Schrøder har sideløbende med sin svømmekarriere færdiggjort en STX som Team Danmark-elev.
 Der er for få eller ingen kildehenvisninger i denne artikel, hvilket er et problem. Du kan hjælpe ved at angive troværdige kilder til de påstande, som fremføres i artiklen.